# DALnet
DALnet est un réseau IRC fondé en 1994 par les membres du canal de discussion #startrek sur le réseau EFnet. Le nom DAL vient du dragon Dalvenjah Foxfire dans le roman fantastique de Thorarinn Gunnarsson.
Passé un moment, DALnet était l'un des cinq plus gros réseaux IRC et suit l'explosion d'internet de la fin des années 1990 :
| Date          | Nombre d'utilisateurs |
| ------------- | --------------------- |
| juillet 1994  | 25                    |
| novembre 1995 | 1 000                 |
| juin 1996     | 5 000                 |
| décembre 1996 | 10 000                |
| octobre 1999  | 50 000                |
| novembre 2001 | 100 000               |

Le pic fut atteint en avril 2002 avec 137 000 utilisateurs. Parallèlement, le nombre de serveurs passa de 2 serveurs au départ jusqu'à 44 en avril 2002.
Le réseau fut perturbé fin 2002 à début 2003 en raison d'attaques de type « distributed denial of service » (DDoS). De plus, les propriétaires du serveur tsunami.dal.net (à l'époque le plus gros serveur IRC du monde, capable de gérer 30 000 utilisateurs) se désengagèrent du réseau. Les autres serveurs eurent du mal à absorber ces nouveaux utilisateurs, ce qui rendit la connexion difficile. Environ 60 % de la population de DALnet migra alors vers d'autres réseaux.
Par la suite, DALnet redevint fonctionnel, bien que ne faisant plus partie des réseaux les plus utilisés.
Au début de l'année 2007, DALnet est le 6e plus gros réseau IRC, avec 30 000 utilisateurs, 15 000 salons et 40 serveurs..
Le serveur IRC développé par DALnet se nomme bahamut.
Bien que principalement de langue anglaise, on peut retrouver quelque salons francophones: #belgique (fr), #france (fr) et #paris (fr)